# الرملة (تريم)

'

تعديل مصدري - تعديل

الرملة هي إحدى قرى عزلة تريم بمديرية تريم التابعة لمحافظة حضرموت، بلغ تعداد سكانها 606 نسمة حسب تعداد اليمن لعام 2004.